# Občina Domžale
Občina Domžale je po številu prebivalcev (okoli 37.000) sedma največja občina v Republiki Sloveniji s središčem v mestu Domžale, ki pa imajo le dobro tretjino prebivalstva istoimenske občine.

## Mestna občina
Občina si je prizadevala pridobiti status mestne občine, kot jo je pred leti že imela. Vlada Republike Slovenije je 2. julija 2009 zavrnila ta predlog in ostalih 9 občin, ker niso izpolnjevale dveh pogojev: najmanj 20.000 prebivalcev in 15.000 delovnih mest. Sicer pa je občina upravno in kulturno središče več občin, saj ima svojo upravno enoto.

## Naselja v občini
Bišče, Brdo, Brezje pri Dobu, Brezovica pri Dobu, Češenik, Depala vas, Dob, Dobovlje, Dolenje, Domžale, Dragomelj, Goričica pri Ihanu, Gorjuša, Homec, Hudo, Ihan, Jasen, Kokošnje, Količevo, Kolovec , Krtina, Laze pri Domžalah, Mala Loka, Nožice, Podrečje, Prelog, Preserje pri Radomljah, Pšata, Rača, Račni Vrh, Radomlje, Rodica, Rova, Selo pri Ihanu, Spodnje Jarše, Srednje Jarše, Studenec pri Krtini, Sveta Trojica, Šentpavel pri Domžalah, Škocjan, Škrjančevo, Turnše, Vir, Zaboršt, Zagorica pri Rovah, Zalog pod Sveto Trojico, Zgornje Jarše, Žeje, Želodnik, Žiče

### Krajevne skupnosti
Občina je upravno-teritorialno razdeljena na 13 krajevnih skupnosti
- Dob (1)
- Dragomelj-Pšata (2)
- Homec-Nožice (3)
- Ihan (4)
- Jarše-Rodica (5)
- Krtina (6)
- Preserje (7)
- Radomlje (8)
- Rova (9)
- Toma Brejca Vir (10) (Vir pri Domžalah)
- Simona Jenka (11) (Domžale - Študa ...)
- Slavka Šlandra (12) (Domžale - Center)
- Venclja Perka (13) (Domžale - Stob in Depala vas)

## Znamenitosti v občini
- Železna jama Gorjuša. Izoblikovala jo je voda. Domačini so jamo imenovali Krumperška sapnica. Domžalski jamarji pa so jo preimenovali v Železno jamo, ker so arheologi leta 1962, ob terenskih ogledih našli ostanke talilne peči. Jamarji pa so pri kopanju jarka za dovod elektrike za razsvetljavo v jami, našli železovo žlindro. Društvo za raziskovanje jam Simon Robič Domžale je jamo uredilo in od 1. septembra 1963 je jama odprta za obiskovalce. Jama ima dve dvorani, ki sta med seboj povezani z breznom, ki ga prečkamo po mostu. Druga dvorana je sestavljena iz dveh večjih brezen, ki ju povezuje meter dolga ožina z vidnimi sledovi vodnega toka pod stropom in po tleh. Na dnu obeh brezen voda ponikne. Druga dvorana ima širše dno, ki je umetno dvignjeno in zravnano. Čeprav je Železna jama majhna so njene drobne oblike pestre.Od evakuacijskih oblik so zastopani vdolbki, fasete, korozijske kotlice, ostanki eforacijskega prečnega prereza raova in galerije.Od akumulacijskih oblik pa so redkejši stalagmiti in stalaktiti, sigovi izrastki, ponvice, manjše zavese in posebna oblika-cigara. Člani jamarskega društva si z organizirano vodniško službo prizadevajo Železno jamo kar najbolje predstaviti obiskovalcem. Zurejenimi potmi in dobro osvetlitvijo je jama še posebej primerna za šolske ekskurzije. V Železni jami zaradi dobre akustičnosti prirejajo tudi kulturno glasbene prireditve.

- Jamarski dom na Gorjuši, v katerem je z zbirka kamnin in fosilov, zbirka paleontoloških in speleoloških najdb, zbirke naravoslovca in jamarja Simona Robiča ter prikaz razvoja slaminkarstva na domžalskem območju in zbirka kapnikov iz vseh slovenskih jam. Jamarski dom na Gorjuši je leta 1966 postavilo Društvo za raziskovanje jam Simon Robič. Po nekaj letih so Jamarski dom dozidali in razširili v njem pa si obiskovalci lahko ogledajo jamarske zbirke. Poleg zbirke kamnin in fosilov z domžalskega območja , vključno z najdbami iz Babje jame, so še zbirke paleontoloških in speleoloških najdb. V speleološki zbirki so najlepši kapniki iz zbirke Franca Hohenwarta iz začetka 18. stoletja, ki jih je društvu odstopil prirodoslovni muzej iz Ljubljane. Zbirka predstavlja skoraj vse oblike kapnikov in sige, ki obstajajo v slovenskih jamah in se ločijo po načinu nastanka. Posebno vrednost pa imajo razstavljen zbirke Simona Robiča. V Jamarskem domu je tudi gostišče, ki sprejme 200 gostov in je primerno za večja slavja, kot so poroke, obletnice, seminarji, predavanja in nedeljska kosila. Z Jamarskega doma se ponujajo lepi pogledi proti Kamniškim planinam, Moravški dolini in na bližnji renesančni grad Krumperk.

- grad Krumperk Prvi zapisi o gradu Krumperk izhajajo iz leta 1338, ki ga izpričujejo kot dediščino plemiške rodbine Kreutbergov. V 15. stoletju je bil v lasti rodbine Rusbach, ki je grad leta 1410 kot »Turn Chrawperg« prodala Zellenbergerjem. Nato je grad z dedno pogodbo prešel v roke rodbine Ravbarjev. Graščino, ki je skoraj nespremenjena pričakala čas, je okoli 1580 na novo pozidal zmagovalec v bitki pri Sisku Adam Ravbar. Bila je grajena po tisti dobi novih, italijanskih načelih ravninskih dvorcev. Njih značilnosst je štirikotna zasnova, kjer štirje približno enako veliki trakti obdajajo kvadratno, arkadirano notranje dvorišče, na zunanji strani pa so pravokotni vogaln i stropi višinsko izenačeni s stavbnimi krili. Naslednji lastniki so bili Raspi (od leta 1631), nato grofje Turn Valsassina, od leta 1840 plemiška rodbina Rechbach, ki je leta 1928 prodala posestvo zadnjemu lastniku, posestnici iz Ruš pri Mariboru, Stanki Pogačnik. Po drugi svetovni vojni je bil objekt nacionaliziran in v denacionalizacijskem postopku pred leti vrnjen zadnjim lastnikom.

- cerkev sv. Kunigunde na Taboru
- cerkev sv. Miklavža na Goropečah
- cerkev sv. Mohorja in Fortunata s freskami Franca Jelovška v Grobljah
- Menačnikova hiša v Domžalah
- Slamnikarski muzej v Domžalah
- Poletno gledališče Studenec pri Krtini

## Šport
- NK Domžale
- KK Helios Domžale